# Tewolde-Medhin Gebre-Medhin

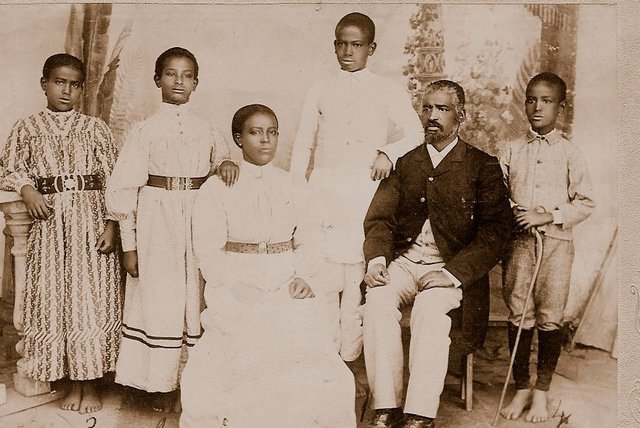
Foto familiar del Pastor Tewolde-Medhin Gebre-Medhin, 1899

Tewolde-Medhin Gebre-Medhin(Adi Tekelezan, 1860 - 1930  fue un pastor luterano, educador y traductor eritreo.

## Biografía
Ordenado diácono de la Iglesia ortodoxa de Etiopía en 1872, provenía de una familia de cuatro generaciones de sacerdotes. Por contacto con la misión sueca, Tewolde-Medhin, su padre y su tío comenzaron a cuestionar su fe y desde 1874 se educó en una misión evangélica sueca en Gaab. Tradujo el Nuevo Testamento al tigré con Dawit Amanuel (1862–1944) .
Entretanto viajó a Suecia en 1883 para seguir con su formación bíblica volviendo a Eritrea en 1887 para terminar la traducción en 1890 y publicara en 1892. Más tarde trabajó con Karl Winqvist en la traducción del Nuevo Testamento a tigriña, que se publicaron en 1909.
En 1909 Adolf Kolmodin lo ordenó sacerdote evangélico en Asmara convirtiéndose en el primer evangélico eritreo en ordenarse en el continente.